# Moriàkov
Moriàkov (en rus: Моряков) és un poble (un possiólok) de l'óblast d'Astracan, a Rússia, segons el cens del 2010 tenia 255 habitants.